# 大野竹二
大野 竹二（おおの たけじ、1894年（明治27年）10月1日 - 1976年（昭和51年）12月18日）は、日本海軍の軍人。戦艦「大和」第4代艦長。最終階級は海軍少将。

## 経歴
伊集院五郎海軍大将の二男として東京で生まれ、大野義方海軍大佐の養子となる。
東京高等師範学校附属中学校（現在の筑波大学附属中学校・高等学校）を1912年に卒業後、1916年11月、海軍兵学校（44期）を卒業し、翌年12月に海軍少尉任官。英国私費留学（オックスフォード大学）、「秋風」「高崎」の各航海長などを経て、1928年12月、海軍大学校（甲種26期）を卒業。
「神通」航海長、第2遣外艦隊参謀、軍令部第2班第3課・第1班第1課の各参謀、第3艦隊参謀、第1遣外艦隊参謀、第11戦隊参謀、軍令部第1部第2課・第3部第7課・第3部第8課の各部員、支那方面艦隊司令部付などを歴任し、1938年11月、海軍大佐に進級。
以後、興亜院調査官、軍令部第1部員などを経て、太平洋戦争には「木曾」艦長として出征し、アリューシャン列島攻略作戦などに参加。「鈴谷」「大和」の各艦長などを歴任し、1943年11月に海軍少将に進級。軍令部第3部長などを経て、海軍省人事局長として終戦を迎えた。1945年11月、予備役に編入された。1947年11月、公職追放の仮指定を受けた。

## 親族
- 兄 伊集院松治（海軍中将）